# Sabacon briggsi
Sabacon briggsi is een hooiwagen uit de familie Sabaconidae.